# Casa de Sureda
La casa de Sureda fou una casa nobiliària del Regne de Mallorca originària de Catalunya. A partir del segle xv es començà a ramificar en diverses branques; al segle xviii, la branca major rebé el títol de marquès de Vivot, i una branca menor, els Sureda de Sant Martí, el de marquès de Vilafranca, posteriorment convertit en el de marquès de la Casa Desbrull. Tant els Sureda majors com els Sureda de Santmartí feien part de les Nou Cases. A la mort de les germanes Bàrbara i Josepa Sureda i Fortuny acabà la branca principal dels Sureda, marquesos de Vivot, i el títol passà a la família Montaner. Actualment les principals branques romanen totes extingides i integrades en altres famílies. Les seves possessions han deixat petja en la toponímia mallorquina al llarg de la història, amb diversos Son Sureda arreu de l'illa: Felanitx, Inca, Marratxí, Palma i, sobretot, Artà i Manacor. La casa pairal dels Sureda els segles xviii i xix fou Can Vivot, que rep el nom de títol nobiliari dels propietaris, mentre que la dels Sureda de Santmartí fou Can Sureda de Santmartí, dita també Can Pinós pels seus anteriors propietaris. Altres branques dels Sureda també residiren a les actuals Can Verí, Can Bordils i Can Tomàs del Pedrís del Born.

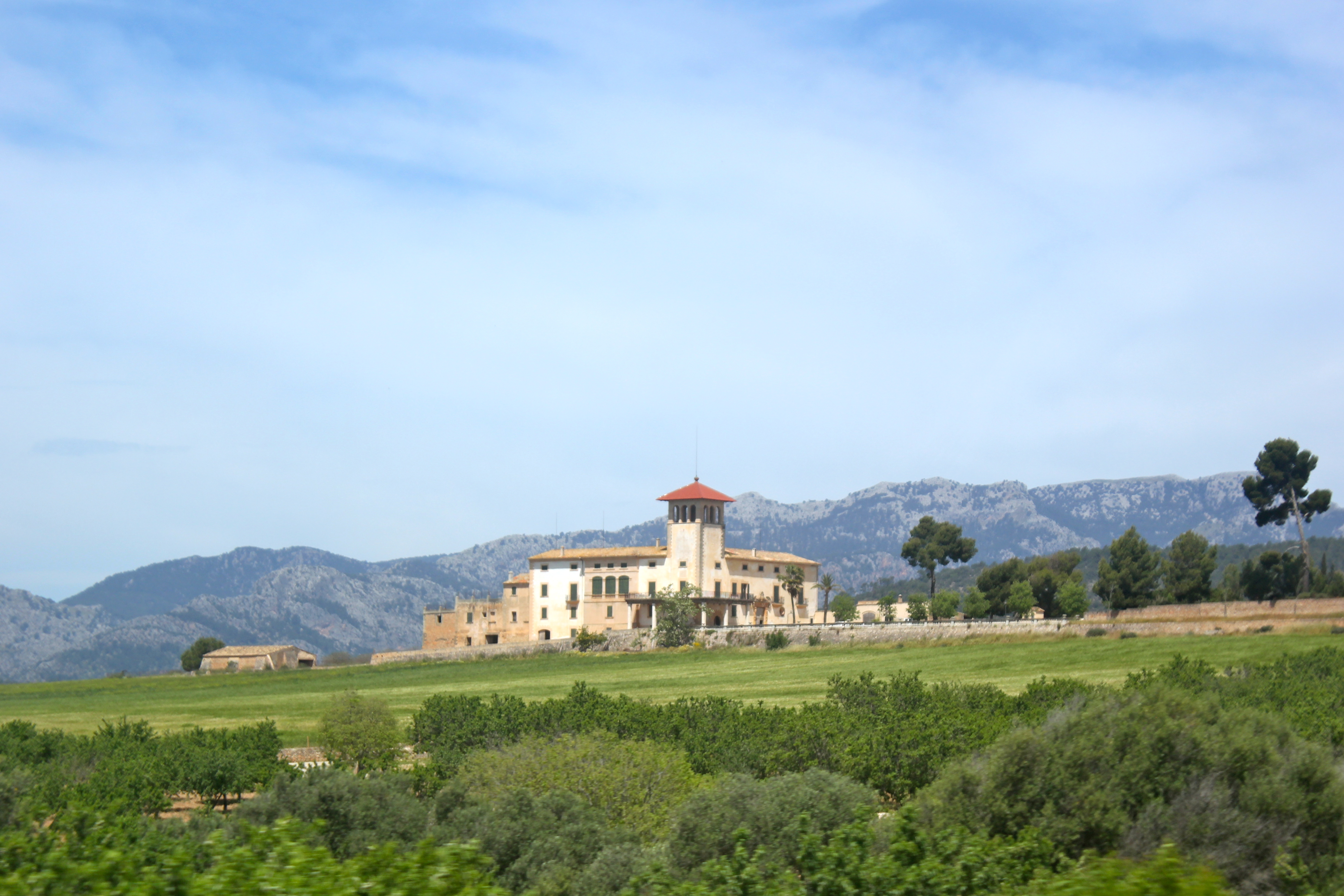
Son Sureda de Marratxí

La casa fou fundada pel capità Arnau Sureda, natural de Sureda, al Rosselló, qui acompanyà el Rei en Jaume en la segona expedició a Mallorca (1231), i va rebre possessions a Manacor per haver lluitat contra els musulmans refugiats a les muntanyes. Es casà amb Margalida de Tornamira, filla de Berenguer de Tornamira. El seu fill, Salvador Sureda i de Tornamira, va estar al servei de Jaume II, i en rebé diverses cavalleries i possessions a Manacor, propietats que foren ampliades pels seus fills Arnau i Salvador Sureda i de Tagamanent. El primer començà una línia nova, la dels Sureda d'Artà; el segon adquirí nombroses propietats a Artà, les quals foren vinculades pels seus descendents. El fill del seu germà Arnau, Salvador Sureda i de Puigdorfila (mort el 1388 a Manacor), lluità amb Jaume III a la batalla de Llucmajor i va ser batle de Manacor. El seu fill, Arnau Sureda i de Santmartí, es casà en primeres núpcies amb Eulàlia Moià (morta el 1404), i foren pares de Pau i Joan Sureda i Moià, els quals iniciaren dues branques separades. En segones núpcies, Arnau es casà amb Blanca Safort, amb la qual tengué un fill, Salvador, qui va servir amb galeres pròpies a Alfons el Magnànim, Joan II i Ferran el Catòlic, però morí sense descendència.

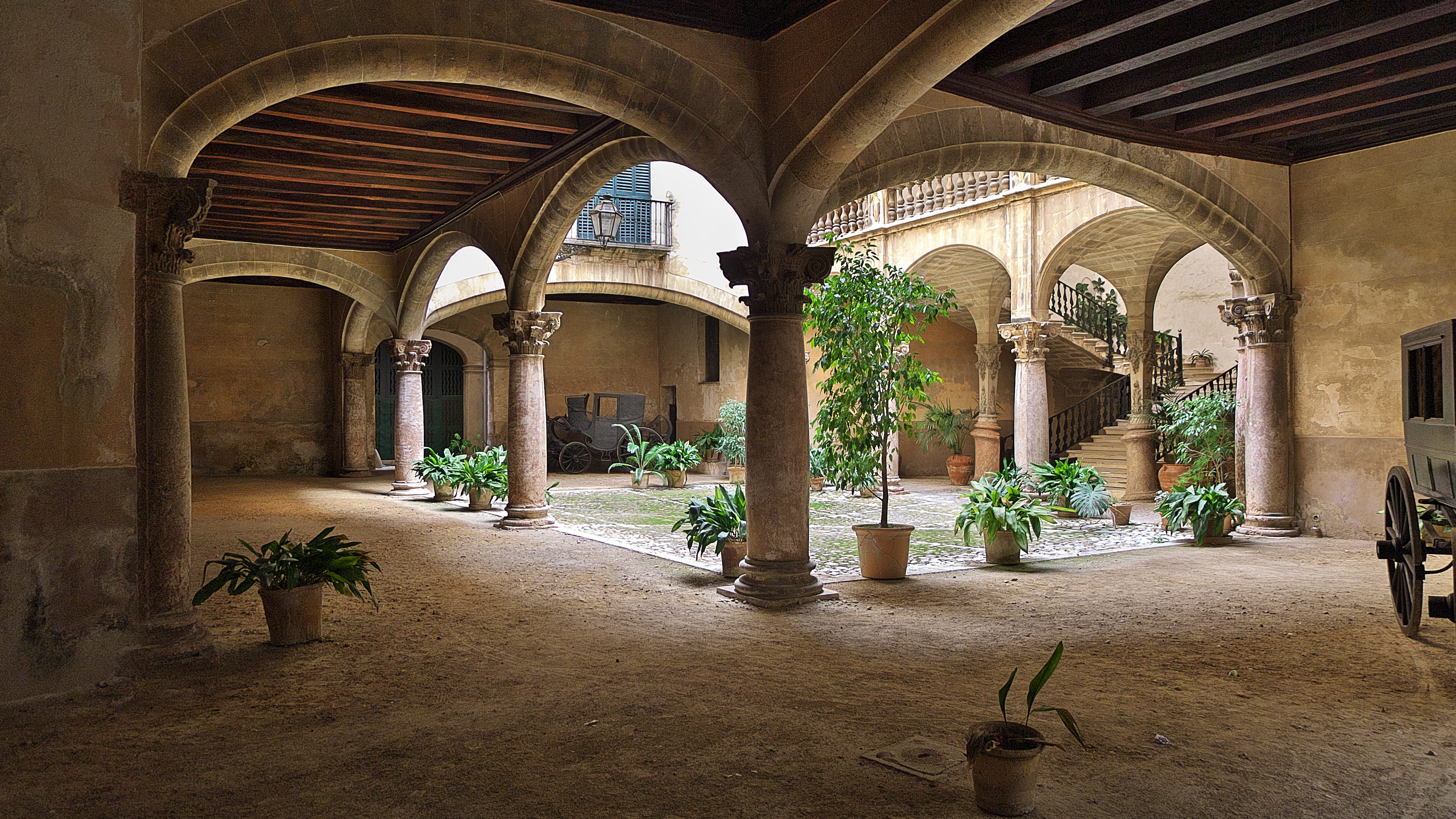
Entrada de Can Vivot, casa pairal dels Sureda

Joan Sureda i Moià continuà amb la branca major dels Suredes. D'aquesta branca se'n separarà la dels Sureda Tomàs, que tenien la casa al començament del carrer de Sant Feliu (Can Tomàs del Pedrís del Born, dit també Can Sureda) al segle xvi: Salvador Sureda i Sanglada, mort el 1529, estava casat amb Catalina Tomàs i Nicolau, germana del donzell Baltasar Tomàs i Nicolau, qui morí sense fills i féu hereva la seva germana establint un fideïcomís pel qual s'adoptava el cognom Sureda de Tomàs. Al segle xvii Joanot Baltasar Sureda de Tomàs morí sense descendència, i el patrimoni passà als Sureda Valero. Una altra branca que se'n separà fou la dels Sureda Vivot: iniciada per Arnau Sureda i de Santjoan, fill de Joan Sureda Moià, entre els seus membres destaquen Miquel Sureda de Vivot i Santacília, capità i procurador reial de Mallorca, mort el 1655, i el seu germà, l'eclesiàstic Ramon Sureda de Vivot i Santacília.
Un quart net de Joan Sureda i Moià, Salvador Sureda i Serra, fou el continuador de la línia major. El seu fill major, el capità Antoni Sureda i Gual, es casà el 1604 amb Catalina Valero i Nét, filla de Gabriel Valero. Aquesta línia acabà amb el matrimoni el 1760 entre Margalida Sureda Valero i de Togores amb Pere Caro i Fontes, marquès de la Romana. El seu fill, Pere Caro i Sureda Valero, assumí la representació de la branca major dels Sureda. Una branca paral·lela, però, havia estat començada per Joanot Sureda i Serra, germà de Salvador Sureda i Serra. Joanot es casà amb Onòfria de Verí, i el seu fill Jordi Sureda i de Verí fou jurat en cap. El seu besnét Joan Sureda i de Villalonga, mort el 1752, fou un defensor de la causa filipista, i fou recompensat amb el títol de marquès de Vivot el 1717. Fou regidor perpetu de Palma i cavaller de l'Orde d'Alcàntara. Emprengué una reforma integral de la casa familiar a la ciutat (Can Vivot), amb pintures d'autors com Guillem Mesquida i frescs de Giuseppe Dardarone. La línia dels Sureda marquesos de Vivot continuà, i el 1903 passaren a Joan Miquel Sureda i de Verí, marquès de Vivot, els títols de comte de Savellà, de Peralada i vescomte de Rocabertí com a hereu dels Dameto. Amb el matrimoni de Josepa Sureda i Fortuny amb Pere de Montaner i Gual la casa de Sureda desaparegué i s'integrà en els Montaner.

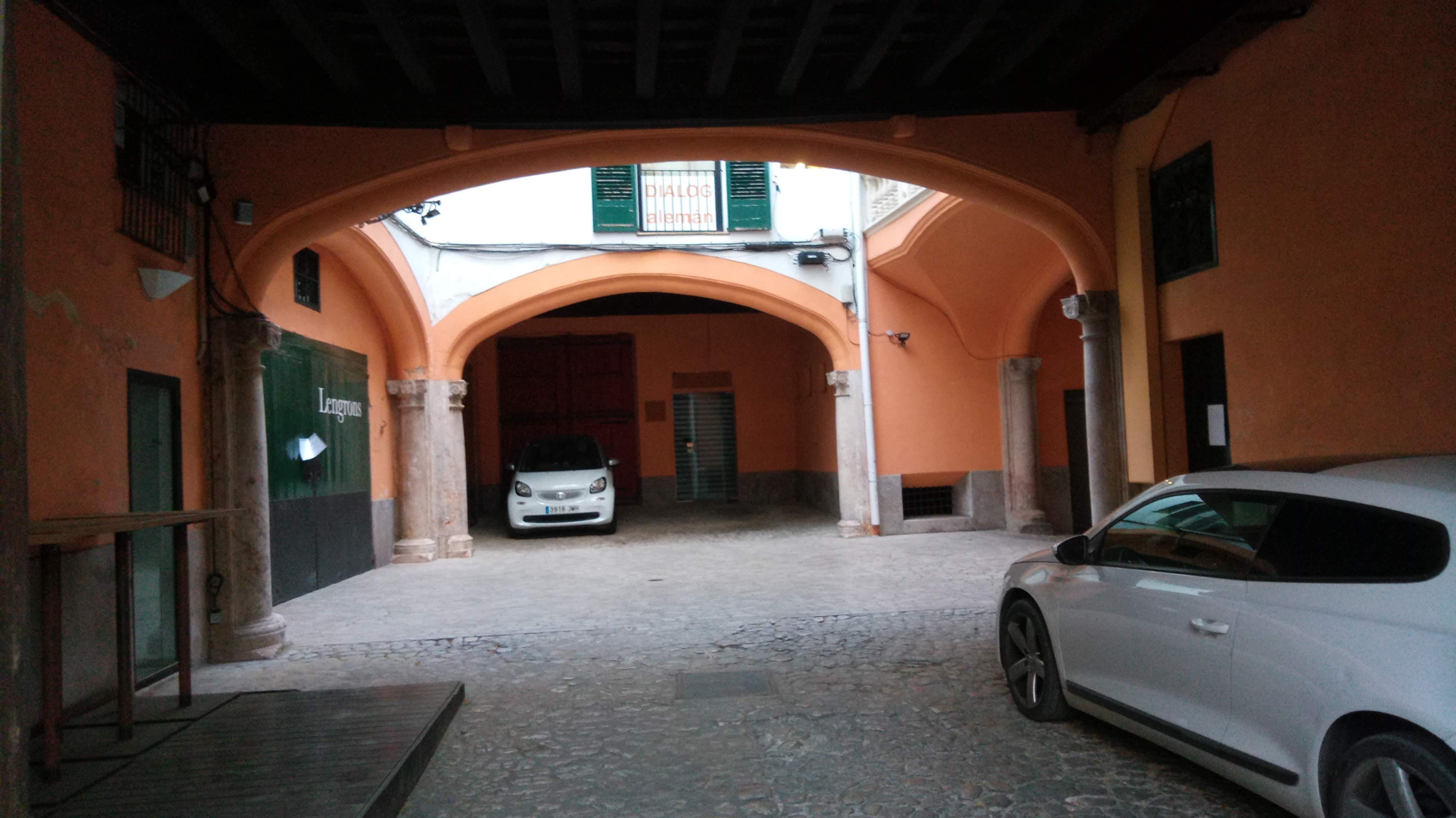
Pati de Can Sureda de Santmartí, dit també Can Pinós, a Palma

La branca dels Sureda de Santmartí nasqué amb el germà de Joan Sureda i Moià, Pau Sureda i Moià, qui comprà l'alqueria de Sant Martí de Lanzell el 1391. Pau fou batle de Manacor el 1385, veguer de Fora el 1395 i jurat per l'estament dels ciutadans militars el 1401. Com a premi als serveis realitzats en la guerra de Nàpols, Alfons el Magnànim li atorgà la jurisdicció civil sobre les cavalleries de l'honor de Sant Martí, que a partir de llavors foren posseïdes a títol de feu pels seus successors. Els seus fills reberen l'herència del seu germà per part de pare Salvador Sureda i Safont, qui morí sense descendència després d'establir el 1495 un rigorós vincle sobre els seus béns. Un dels hereus, Pau Sureda, organitzà una companyia per lluitar a la Guerra Civil Catalana de part del rei Joan, que li atorgà els delmes de les possessions de l'Àguila i Solleric (Llucmajor). Francesc Sureda de Santmartí i Safortesa, setè net de Pau Sureda i Moià, obtengué de l'arxiduc Carles d'Àustria el títol de marquès de Vilafranca de Santmartí (1708), el qual no fou revalidat; però el seu nebot Salvador Sureda de Santmartí i Cotoner fou regidor perpetu i Carles III li renovà el títol (1760). Primer es casà amb Margalida Josepa de Pinós, i en segones núpcies amb Isabel Desbrull, amb qui tengué un fill, Marià Salvador Sureda de Santmartí i Desbrull. El 1805 morí sense descendència, i els béns que formaven el vincle establert per Salvador Sureda i Safont passaren, per raó de parentiu, al marquès de Vivot. Però el seu oncle Antoni Desbrull i Boïl d'Arenós heretà els altres béns no inclosos en aquest fideïcomís, entre els quals el marquesat de Vilafranca, que passà a dir-se marquesat de la Casa Desbrull.

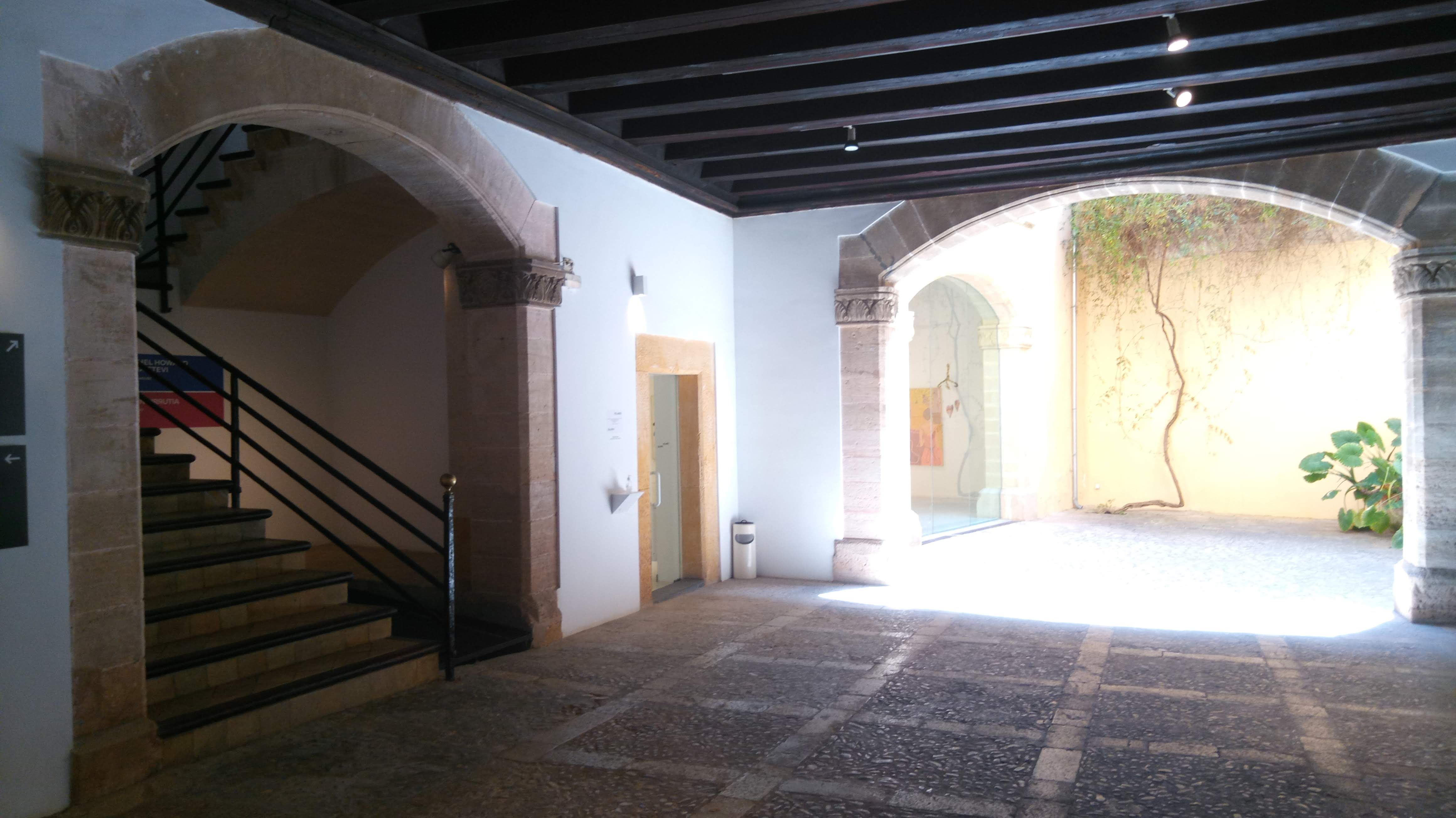
Entrada de Can Verí, que al passà als Sureda d'Artà i es digué Can Sureda d'Artà

Una altra línia fou la dels Sureda d'Artà, iniciada per Salvador Sureda i de Tagamanent, propietari de moltes terres a Artà entre les quals l'alqueria de Binimira, anomenada a partir del segle xvii Son Sureda). Aquestes terres foren dividides i adjudicades a començament del segle xv entre els seus néts: Salvador, Antoni, Guillem i Arnau. El fill d'Antoni, Antoni, lluità contra els forans i morí el 1474, i el seu besnét Antoni contra els agermanats. Molts de membres d'aquesta línia foren batles i jurats d'Artà, a més de consellers del Gran i General Consell i síndics forans clavaris.